# Дерево любви (Одесса)
Дерево любви — бронзовая скульптура, символизирующая вечность или день святого Валентина, установленная в Одессе.

## Идея создания
Идею создания памятника предложила партия «Вече». По воспоминаниям автора памятника Михаила Ревы, первоначальная композиция памятника должна была быть другой: «Когда я его делал, внизу должны были стоять небольшие мальчик и девочка, держащие большое сердце. Но потом я понял, что этими персонажами станут зрители». Так, дерево и фигурки детей распались на две самостоятельные скульптурные композиции: дерево, чья крона сама превратилась в сердце, было установлено в Городском саду, а фигурки детей, держащие сердце — во внутреннем дворике реабилитационного центра Литвака.
Памятник был торжественно открыт 14 февраля 2006 года — в день влюблённых. На церемонии открытия скульптор и представители «Вече» заложили в основание памятника капсулу с письмом детям, родившимся в этот год.

## Композиция
Трёхметровая композиция, весящая тонну, выполнена в форме дерева, крона которого напоминает сердечко. На патинированной бронзовой кроне, как созревшие плоды, рельефно выступают 210 полированных до блеска бронзовых сердечек, — по числу лет городу Одессе (Одесса была основана в 1794 году). Несколько сердечек упало на землю и лежат у основания ствола. Скульптор пояснил смысл композиции: «дерево — это основа жизни: его корни — прошлое, крона — настоящее». На стволе дерева на 65 языках мира написано одно слово — «любовь».

## Городская легенда
По родившемуся поверью, если влюблённая пара, взявшись за руки, прикоснётся к стволу дерева, то их любовь будет крепкой, как бронза.